# Ludwik Maurycy Hirszfeld

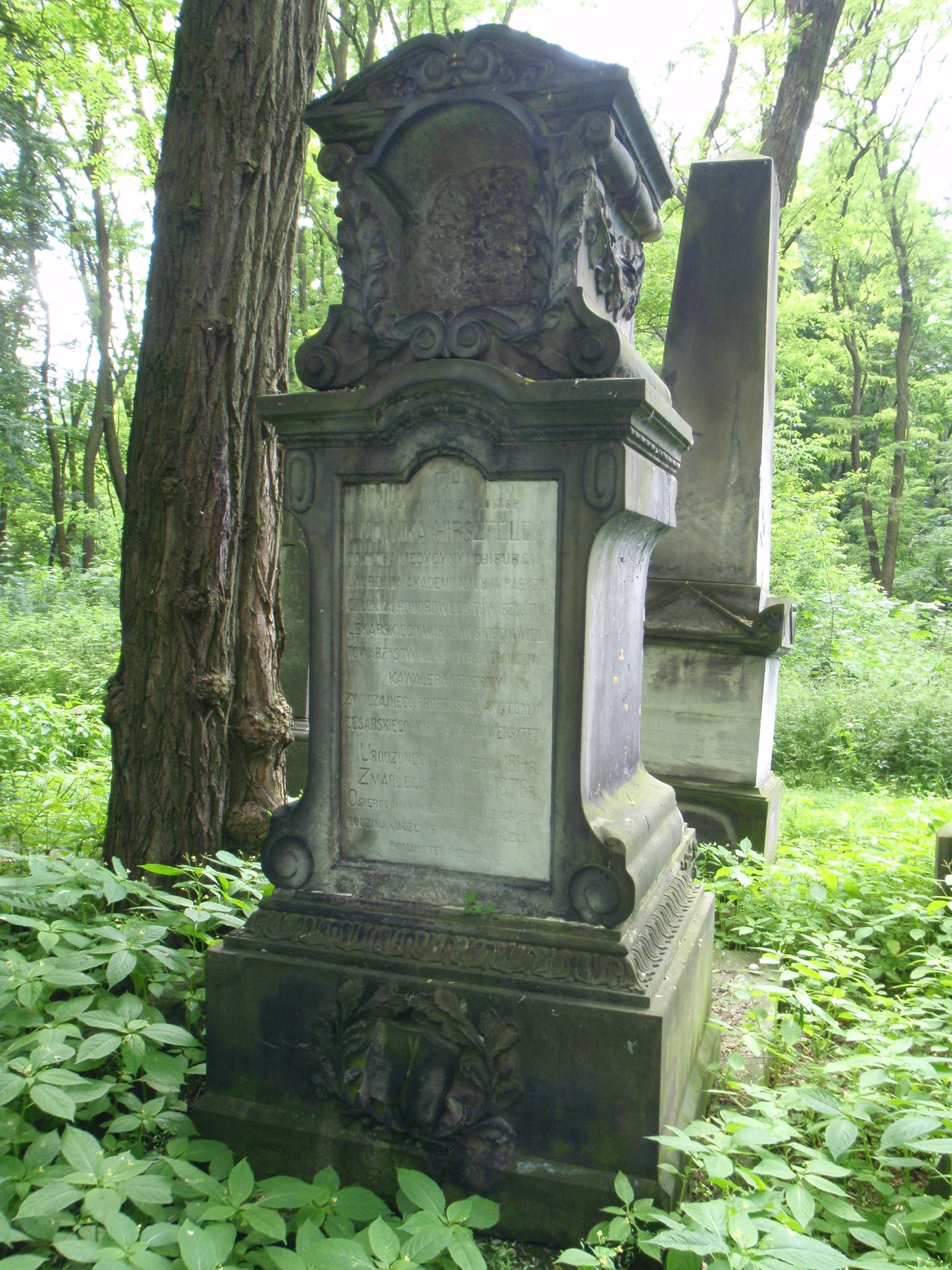
Grób Ludwika Maurycego Hirszfelda

Ludwik Maurycy Hirszfeld (Hirschfeld) (ur. 3 kwietnia 1814 w Nadarzynie, zm. 10 maja 1876 w Warszawie) – polski anatom żydowskiego pochodzenia.

## Życiorys
Urodził się w biednej rodzinie w podwarszawskiej miejscowości Nadarzyn w 1814 roku (spotyka się również nieprawidłową datę 1816). Uczył się w elementarnej szkole żydowskiej. W 1825 Hirszfeldowie przenieśli się do Warszawy. Ojciec Ludwika Hirszfelda był szojchetem; syn chętnie towarzyszył mu podczas szechity, skąd wzięło się jego zainteresowanie anatomią.
Jego przyjacielem z lat młodości był Leon Grossheit: obaj chcieli studiować medycynę i postanowili wyjechać do Wrocławia w 1833. Nie zostali jednak dopuszczeni do egzaminów wstępnych na uczelnię. Hirszfeld pieszo, przez Wrocław, Lipsk i Berlin, nielegalnie przekraczając francuską granicę, dotarł do Paryża. Zarabiał na życie grą na skrzypcach. Mimo słabej znajomości języka francuskiego, otrzymał pracę w École Pratique de Médecine. Niedługo później zatrudnił się w laboratorium Jeana-Baptiste’a Marca Bourgery’ego, gdzie przygotowywał preparaty anatomiczne na potrzeby zajęć w szkole medycznej. Jego praca została doceniona przez Bourgery’ego, który wybrał go na swojego asystenta. Dzięki rekomendacji nauczyciela Hirszfeld został następnie asystentem Mathieu Orfili i uczestniczył w przeprowadzanych przez Orfilę autopsjach.
W 1848 otrzymał tytuł doktora medycyny. Został członkiem Biologicznego Towarzystwa Polskich Lekarzy we Francji i w 1857 został asystentem profesorem w klinice Léona Rostana. W 1857 dr Cycuryn zaprosił Hirszfelda do Warszawy, by ten objął katedrę anatomii. 15 września 1859 miał wykład inauguracyjny na warszawskiej Akademii Medyko-Chirurgicznej.  W latach 1865–1876 był członkiem honorowym Poznańskiego Towarzystwa Przyjaciół Nauk. Nauczał chirurgii prawie do końca życia, rezygnując z katedry 27 marca 1875. Zmarł nieco ponad rok później, 10 maja 1876. Został pochowany na cmentarzu żydowskim przy ulicy Okopowej w Warszawie (kwatera 20, rząd 9).

## Prace

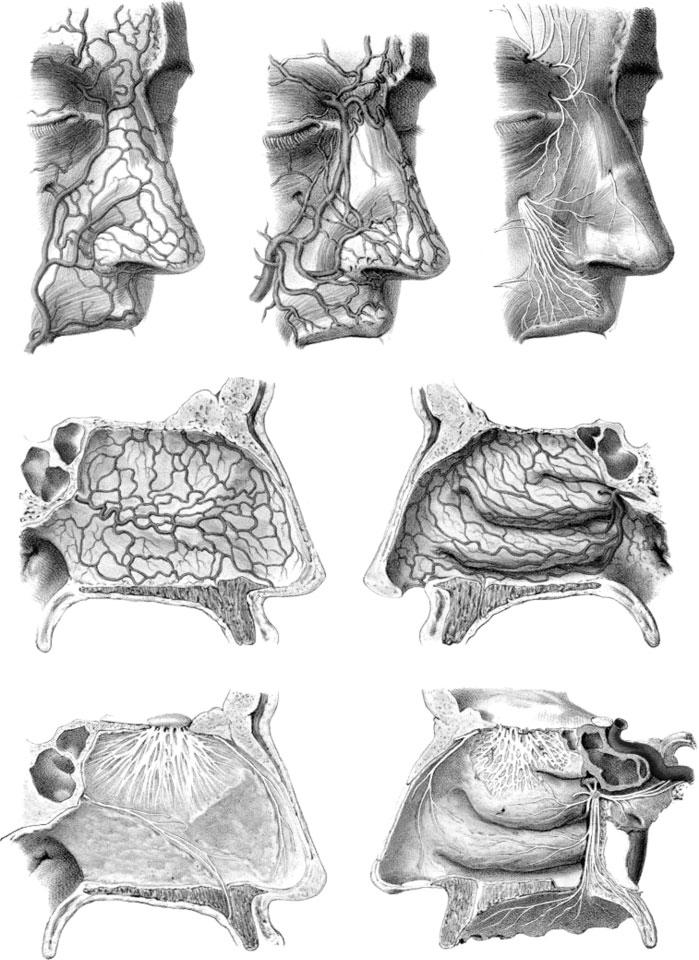
Ilustracja z jednej z prac Hirszfelda, przedstawiająca unaczynienie i unerwienie jamy nosowej

- Nevrologie ou description et iconographie du systeme nerveux et des organes des sens de l’homme, avec leur mode de preparation, par Ludovic Hirschfeld et lB. Leveille, dessinateur Ouvrage adopte par le Conseil superieur de l’instruction publique. Paris, chez lB: Bailliere 1853
- Tumory mózgowe diagnozowane podczas życia. Rocznik Towarzystwa Paryzkiego Lekarzy Polskich 1, ss. 64–71 (1859)
- Pierwsza prelekcya anatomii opisującej. Tygodnik Lekarski 40, ss. 349–352 (1859)
- Spostrzeżenia nad nerwami macicy. Pamiętnik Towarzystwa Lekarskiego Warszawskiego 5, ss. 291–302 (1860)
- Anatomia opisowa ciała ludzkiego. Układ nerwowy i przyrządy zmysłowe (Neurologia i Aesthesiologia) wraz z uwagami fizyologicznemi (1861)
  - Neurologia i aesthesiologia czyli opis układu nerwowego i przyrządów zmysłowych człowieka wraz z uwagami fizyologicznemi. Vol. 4. Warszawa: Karol Kowalewski
- Opis układu naczyniowego człowieka (Angiologia) wraz z uwagami fizjologicznemi. Vol. 3. Warszawa: Karol Kowalewski, 1863
- Medullotom (poprawniej Myelotom). Przegląd Lekarski 4, s. 342 (1865)
- Névrologie et esthésiologie, traité et iconographie du système nerveux et des organes des sens de l’homme, avec leur mode de préparation. Atlas de 92 planches dessinees dapres les preparations de l’ auter par J.E. Leveille. Paris: Victor Masson et Fils, 1863
- Ropień napływowy w śródpiersiu tylnem, spólniczący z jamą pajęczą kanału kręgowego (Abscessus per congestionem in mediastino postico, communieans c. cavitate arachnoideali canalis vertebralis). Spostrzeżenia prof L. Hirschfelda, b. szefa kliniki szpitala Hotel Dieu, prof anatomii w Szkole Głównej w Warszawie. (tłum. H. Dobrzycki). Klinika 7, ss. 96–102 (1866)
- Ropień napływowy w jamie brzusznej, przedziurawienie pęcherza moczowego i kiszki prostej, zakrzep żył zaskórnych wewnętrznych (Abscessus per congestionem in cavo abdominis, perforatio vesicae urinariae et recti, trombosis venarum saphenarum internarum). Spostrzeżenie prof Hirschfelda. Tłum. H. Dobrzycki. Klinika 9, ss. 137–141 (1866)
- Opis układu kostnego i stawowego (Osteologia i arthrologia) wraz z uwagami fizjologicznemi. Vol. 1. Warszawa, 1967
- Porównanie szkieletu kończyn górnych z dolnemi. Gazeta Lekarska 37, ss. 581–586 (1867)
- Nowy pogląd na warunki anatomiczne wygięć kręgosłupa. Gazeta Lekarska 47, ss. 745–750 (1867)
- O kanałach pachwinowym i udowym. Gazeta Lekarska 39, ss. 620–624; 40, ss. 638–641; 41, ss. 652–658; 42, ss. 673–676; 43, ss. 688–691 (1868)
- Opis układu mięśniowego i powięziowego (Myologia et aponeurologia) wraz z uwagami fizjologicznemi. Vol. 2. Part 1. Warszawa: Izaak Goldman, 1869
- Międzykrocze (perineum). Gazeta Lekarska 36, ss. 585–589; 39, ss. 636–641; 40, ss. 655–659; 41, ss. 665–668 (1869)
- Opis układu trzewowego czyli nauka o wnętrznościach (Splanchnologia) wraz z uwagami fizjologicznemi. Vol. 2. Część 2. Warszawa, Izaak Goldman, 1870